# Panhard K16
Pour les articles homonymes, voir K16.
Le Panhard K16 est un modèle de camion fabriqué par Panhard & Levassor pendant la Première Guerre mondiale.

## Historique
Le Panhard K16 est produit entre avril et septembre 1918 en 51 exemplaires. Cinquante sont livrés aux armées françaises et un reste au service de l'usine Panhard.
Après guerre, le modèle K16 disparaît rapidement des parcs militaires et on n'en trouve quasiment plus trace après 1922.

## Conception
Le modèle K16 utilise le moteur SK 4 F quatre cylindres sans soupapes de 105 à 140 mm, qui lui donne une puissance fiscale de 20 HP,.
Les roues, jumelées à l'arrière, sont à bandages (dimensions 1 010 × 120 mm à l'avant et 1 010 × 130 mm à l'arrière).
Dotée d'un poids à vide de 2 900 kg, le Panhard K16 a une charge utile de 4 000 kg. L'empattement est de 4,20 m.